# Jorge Vanossi
Jorge Reinaldo Agustín Vanossi (Buenos Aires, 28 de agosto de 1939), es un abogado y político argentino. Fue cuatro veces diputado nacional, y ministro de Justicia de la Nación en 2002 durante la presidencia de Eduardo Duhalde.

## Biografía
En 1960 se graduó como abogado,  en la Universidad de Buenos Aires.  profesor titular de Derecho Constitucional II, desempeñándose en dicho cargo hasta 1991, año en que renunció.
En 1970 obtuvo el título de Doctor en Ciencias Jurídicas y Sociales en la Universidad Nacional del Litoral. Político de extracción radical, en 1983 y hasta 1993 ocupó una banca como diputado nacional por la Capital Federal. Por su trayectoria como diputado recibió, en 1998, el Premio Konex de Platino. Es miembro titular de la Academia Nacional de Ciencias de Buenos Aires y de la Academia Nacional de Educación.
En enero del 2002 se sumó al gobierno del presidente interino, el justicialista Eduardo Duhalde, a raíz de un acuerdo entre este y el sector de la Unión Cívica Radical liderado por el expresidente Raúl Alfonsín. Ejerció como ministro de Justicia hasta julio de ese mismo año, cuando el presidente le pidió la renuncia a partir de las diferencias suscitadas entre ambos.
En septiembre de 2003 fue elegido por cuarta vez diputado nacional por la ciudad de Buenos Aires, esta vez por el Frente Compromiso para el Cambio, integrando la lista que llevó como candidato a Jefe de Gobierno de dicha ciudad a Mauricio Macri, líder de ese espacio político.
Actualmente, fue elegido en las Elecciones al Parlasur de Argentina de 2015 como Parlamentario del Mercosur por el frente UNA distrito nacional , que llevaba a Sergio Massa como candidato a presidente.